# Rübenbahn Kopidlno
| Rübenbahn Kopidlno Kopidlenské řepařská drážka                                                | Rübenbahn Kopidlno Kopidlenské řepařská drážka |
| --------------------------------------------------------------------------------------------- | ---------------------------------------------- |
| BMMF-Lok mit Rübenwagen auf WDLR-Drehgestellen                                                |                                                |
| Streckenverlauf der von 1922 bis 1959 betriebenen Rübenbahn Kopidlno auf einer Karte von 2024 |                                                |
| Streckenlänge:                                                                                | 25 km                                          |
| Spurweite:                                                                                    | 600 mm (Schmalspur)                            |
|                                                                                               |                                                |

Die Rübenbahn Kopidlno war eine von 1922 bis 1959 betriebene, 25 km lange Rübenbahn mit einer Spurweite von 600 mm bei Kopidlno in der Tschechoslowakei.

## Geschichte

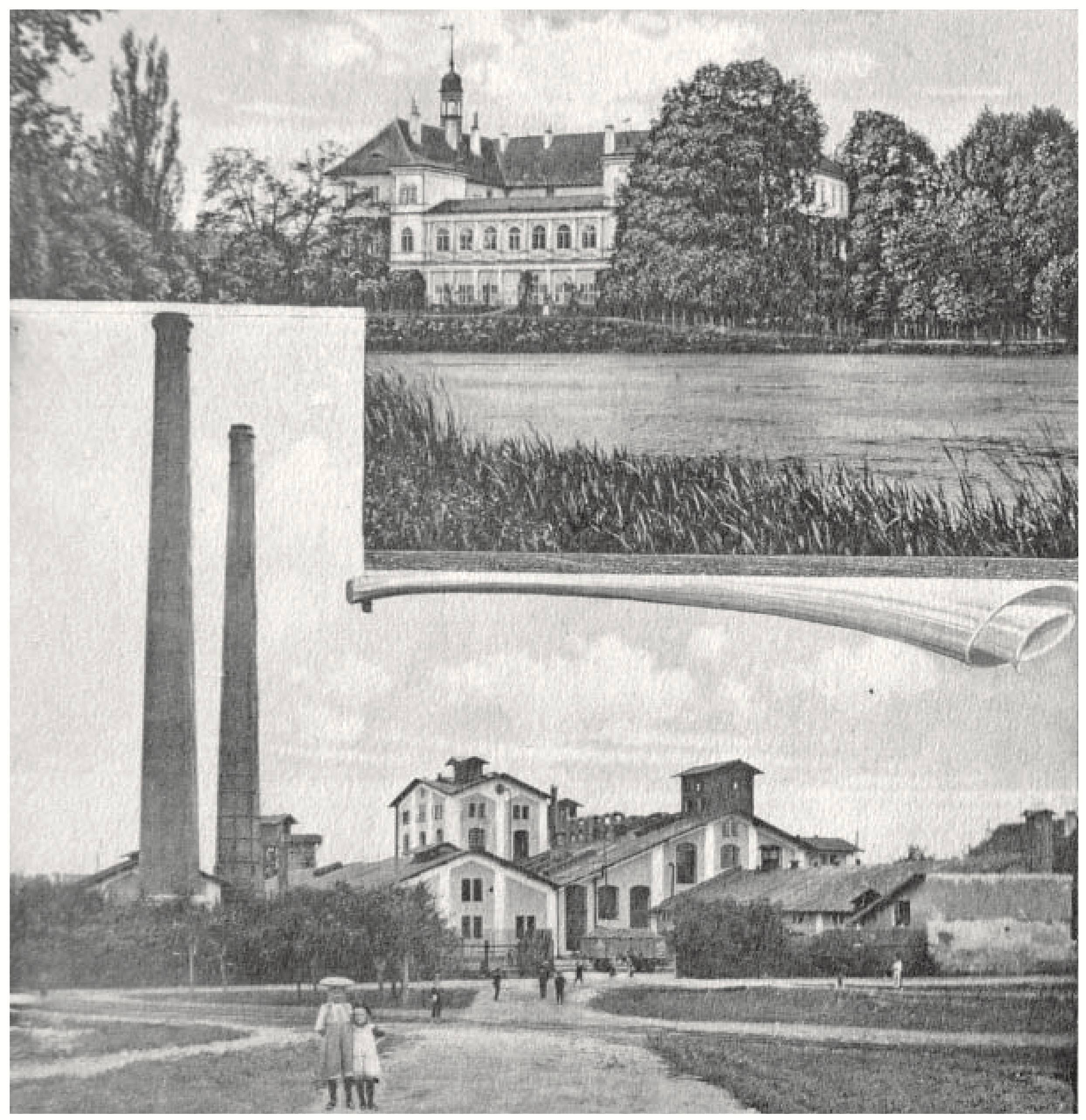
Postkarte der Zuckerfabrik und des Schlossteichs in Kopidlno, um 1900

Die Zuckerfabrik Kopidlno wurde im Jahr 1870 als Aktiengesellschaft gegründet. Sie wurde von einem Verwaltungsausschuss geleitet, dessen Vorsitzender der Direktor des örtlichen Guts, Karel Čespíro, war. Die weiteren Mitglieder des Komitees waren Beamte, Kaufleute und Bauern aus der Stadt und der Umgebung. Anteile zu je 200 Gulden kauften Großgrundbesitzer in Kopidlno und Jičínevsi, außerdem die Gemeinde Kopidlno und einige Bürger aus dem Ort und der Umgebung.
Der Bau begann am 17. Juni 1870 mit dem feierlichen ersten Spatenstich. Der Bau des Fabrikgebäudes verlief erfolgreich, und so konnte bereits am 17. Dezember 1872 mit der ersten Kampagne begonnen werden. Insgesamt wurden in 44 Tagen 37.000 m³ Zuckerrüben verarbeitet. Allerdings endete das finanzielle Ergebnis der ersten Kampagne nicht befriedigend, denn eine solche Menge konnte von der späteren Anlage in nur etwa 3 Tagen verarbeitet werden. Die Aktionäre nahmen dankbar das Angebot des Grafen Ervín Schlik an, ihnen die Zuckerfabrik abzukaufen.
Die zweite Rübensaison der Saison 1872/73 endete mit einem Nettogewinn, ebenso wie auch in den folgenden Jahren. Trotz gelegentlicher Schwankungen, die durch gesunkene Zuckerpreise oder den geringen Zuckergehalt der Rüben verursacht werden, bedeutete die Zuckerfabrik für den Eigentümer immer ein ordentliches Einkommen. Nach dem Tod des Besitzers Ervín Schlik übernahm seine Witwe Terezia den Besitz. Nach ihrem Tod im Jahr 1916 wurde eine öffentliche Handelsgesellschaft gegründet, deren Gesellschafter Graf Jindřich Šlik, Gräfin Jindřiška Thurn und Taxis und Alexander Thurn und Taxis waren. Nach einigen weiteren Eigentumsübertragungen war die Zuckerfabrik Eigentum des Grafen Jindřich Šlik und Eigentum der Witwe Marietta Gräfin von Weißenwolff, die als österreichische Staatsbürgerin vor der Befreiung von der deutschen Besatzung im Jahr 1945 ihr Anwesen in Österreich bezog.
In der Nachkriegszeit des Zweiten Weltkriegs wurde das Werk bis 1947 von einer dreiköpfigen nationalen Verwaltung verwaltet. Zu dieser Zeit wurde die Zuckerfabrik gemäß dem Erlass des Lebensmittelministeriums in die tschechoslowakische Zuckerindustrie eingegliedert. Nach mehreren Änderungen wurde das Werk im Jahr 1981 in das staatliche Unternehmen Východočeské cukrova ry mit Sitz in Hradec Králové eingegliedert. Während der Rübenkampagne arbeiteten hier 61 Männer und 49 Frauen. Die meisten Männer arbeiteten auf den Rübenfeldern.
Als es in Kopidlno weder die normalspurige Bahnstrecke Kopidlno–Bakov nad Jizerou noch die schmalspurige Feldbahn gab, wurden die Rüben in Schubkarren und auf zweirädrigen „Japons“ zur Rübenverarbeitung transportiert. Erst die Errichtung einer Feldbahn im Jahr 1922 half, diese mühsame Aufgabe zu lösen. Die Rüben wurden daraufhin in Kipploren zur Zuckerfabrik transportiert. Die Frauen wurden aus der Zuckerfabrik entlassen.
Später wurde der Rübentransport von der Halde in die Fabrik durch unterirdische Kanäle erleichtert, die die Rüben in einem Wasserstrahl schwimmend zur Zuckermühle transportierten. Dabei handelte es sich um eine Technologie, die harte menschliche Arbeit ersetzte.
Die Zuckerfabrik wurde kontinuierlich modernisiert und bot vielen Einheimischen, aber auch Dutzenden Leiharbeitern während der Rübenkampagne eine dauerhafte Beschäftigung. Die längste Saison fand in der Saison 1981/1982 statt, als sie 121 Tage dauerte, vom 1. Oktober bis 5. Februar. Es wurden 313.257 m³ Rüben verarbeitet. Durch sukzessive Umbauten wurde die Kapazität weiter erhöht und die Anlage erreichte ein relativ gutes technisches Niveau. Sie beschäftigte etwa 270 Arbeiter. Im Jahr 1912 konnte die Zuckerfabrik 61.000 m³ Rüben verarbeiten. Der Rückgang erfolgte zur Zeit des Ersten Weltkriegs, als die Zuckerrohranbauflächen reduziert wurden. Darüber hinaus fehlte es an den nötigen Arbeitskräften, um Männer in den Krieg einzubeziehen.
Nach dem Zweiten Weltkrieg kam es im Werk in Kopidlno zu einer Reihe von Veränderungen. Die Arbeiter wurden zu einem entscheidenden Faktor bei der Entwicklung und dem Bau der Zuckerfabrik. Nach und nach wurde der Feldbahntransport abgeschafft, da der Transport mit Lastwagen kostengünstiger war.

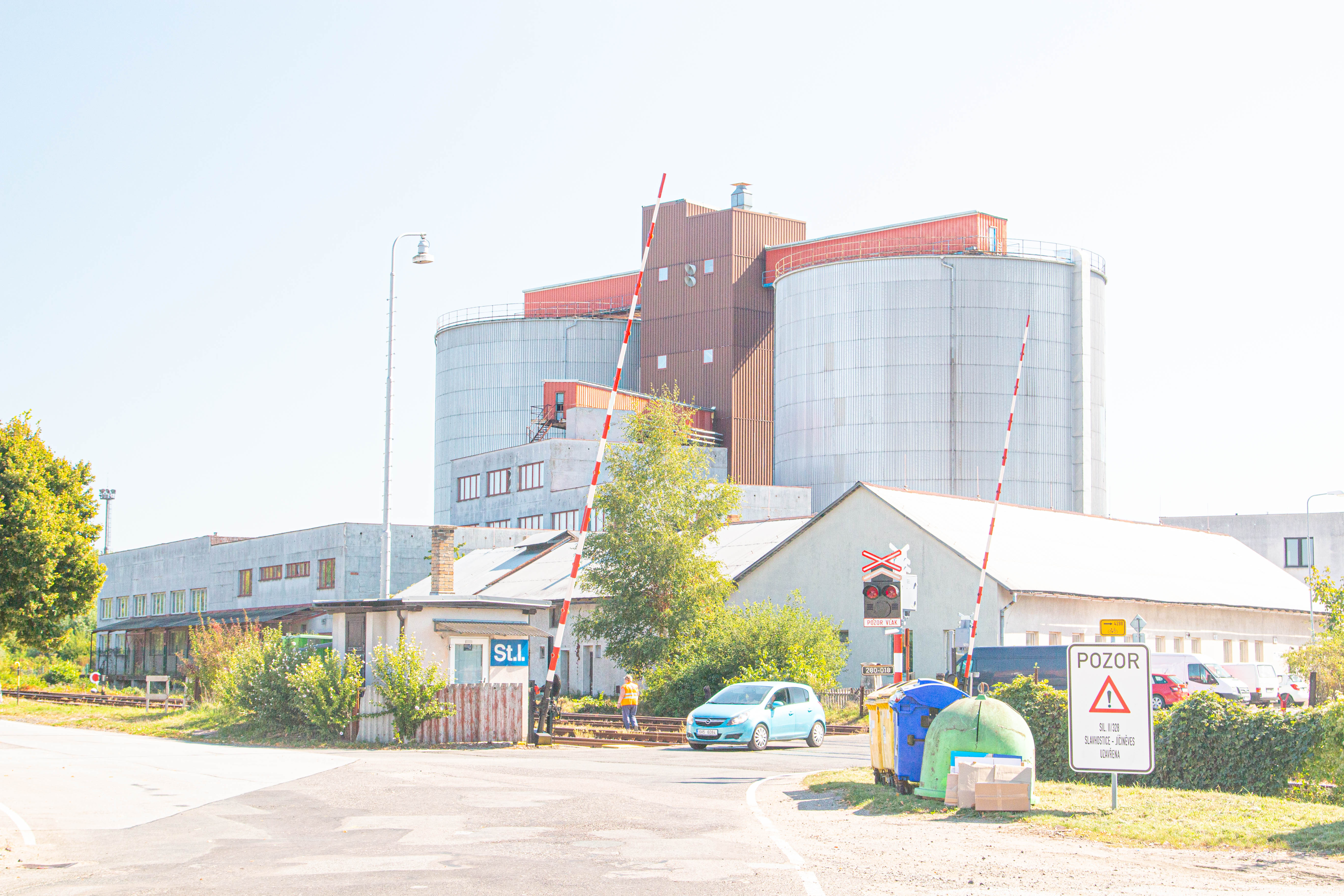
Silos der ehemaligen Zuckerfabrik in Kopidlno, 2021

Zu den wichtigsten Maßnahmen bei der Modernisierung des Betriebs gehörten die Automatisierung der Diffusion, eine mechanisierte Kalkanlage und ein Melassetank. 1988 begann der schrittweise Wiederaufbau der Zuckerfabrik. Die Gebäude wurden nach und nach abgerissen und durch Neubauten mit moderner Ausstattung ersetzt. Kurz vor der Fertigstellung wurde der Bau aufgrund einer Entscheidung der Beamten des damaligen Kopidlno-Stadtrats gestoppt und die Zuckerfabrik blieb unvollendet. Sie wurde in den 1990er Jahren durch verschiedene Vermögensübertragungen schrittweise liquidiert. Neu installierte Geräte wurden abtransportiert und verkauft. Nach dem Jahr 2000 wurden die alten Maschinen und meisten Gebäude dem Erdboden gleichgemacht. Im Eingangsbereich des Komplexes befinden sich jedoch immer noch zwei riesige Silos und ein mehrstöckiges Verwaltungsgebäude.

## Lokomotiven

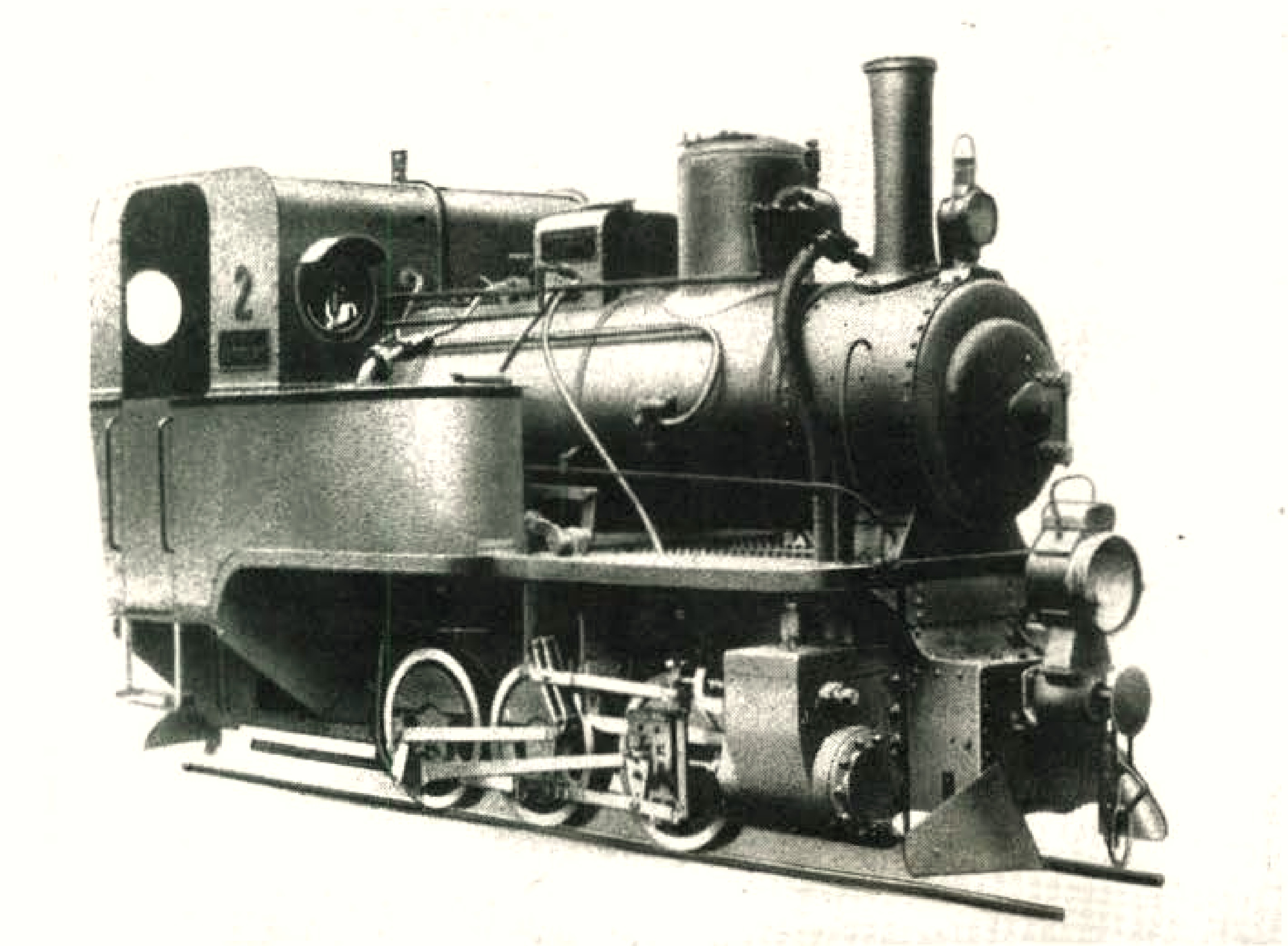
Werkfoto der Lokomotive Nr. 2 der Kopidlno-Bahn, BMMF-Werks-Nr. 945/1922

Auf den von Kopidlno ausgehenden Feldbahnstrecken verkehrten vier Dampflokomotiven der Böhmisch-Mährischen Lokomotivfabrik Prag (BMMF) mit den Werksnummern 936/1920, 940/1921, 944/1922 und 945/1922 sowie mindestens eine weitere Lokomotive.